# Dendrobium rigidifolium
Dendrobium rigidifolium är en orkidéart som beskrevs av Robert Allen Rolfe. Dendrobium rigidifolium ingår i släktet Dendrobium, och familjen orkidéer. Inga underarter finns listade i Catalogue of Life.